# Li Chevalier
Pour les articles homonymes, voir Chevalier.
Li Chevalier (chinois simplifié : 诗蓝 ; pinyin : Shī Lán), née à Pékin le 30 mars 1961 est une artiste, peintre et plasticienne française. Chinoise d'origine, elle est devenue citoyenne française en 1986. Elle travaille au carrefour de l'Europe et de l'Asie.
Li Chevalier est membre de la Fondation Taylor et de l’Société des auteurs dans les arts graphiques et plastiques (ADAGP). Depuis 2010, le Musée d'art contemporain de Rome (Macro Roma), le Musée national des Beaux-Arts de Chine, le Today Art Museum de Pékin et le Musée des Beaux-Arts de Chine à Shanghai ont accueilli ses expositions monographiques. Ses travaux font désormais partie de la collection permanente du Musée national des Beaux-Arts de Chine et du Centre national des arts du spectacle de Chine. Deux œuvres majeures de l'artiste ornent les murs de l'ambassade de France en Chine depuis 2011, côtoyant les toiles de deux autres artistes franco-chinois, Zao Wou-Ki et Chu Teh-Chun. L'artiste obtient la médaille d'or de la Société nationale des Beaux-Arts (SNBA) pour son installation et le grand prix sculpture de l'ADGP en 2014.
Li Chevalier est surtout connue pour sa peinture expérimentale née d'une fusion de médias occidentaux et d'éléments de l'art traditionnel chinois. Elle figure également parmi les artistes multimédia connus pour ses installations et sa conception personnelle de la scénographie.

## Biographie
Li Chevalier s'installe en France dans les années 1980. Après des études de deuxième cycle à l'Institut d'études politiques de Paris (1986-1990), elle poursuit des études de 3e cycle en philosophie politique à l'université Paris-Sorbonne et obtient en 1990 son DEA en philosophie politique sous la direction de Louis Sala-Molins et Robert Misrahi. Ce détour dans l'étude de la politique et de la philosophie lui semble inévitable étant donné l'effet dramatique de la révolution culturelle sur l'artiste et sa génération.
Li Chevalier reçoit sa formation artistique dans les années 1990, tout d'abord lors de ses nombreux séjours d'études en Italie (entre autres à l'Institut pour l'art et la restauration du Palais Spinelli à Florence). En France, elle a participé à des master classes auprès des peintres français Thibaut de Reimpré et Pierre-Henry. En 2003, elle est admise à la Société nationale des Beaux-Arts (SNBA). Li Chevalier figure parmi les artistes représentant la SNBA à l'un des événements d'art majeurs en France « Art en capital » au Grand Palais.
En 2003, Li Chevalier se rend à Londres pour se perfectionner à l'Atelier Dali au Central Saint Martins College of Art and Design, puis elle s'inscrit à des études de 3e cycle en Beaux-Arts et obtient son diplôme en 2007 sous la direction de Stephen Williams. La même année, elle gagne le concours pour participer à l'exposition d'été de la Royal Academy de Londres et e
st finaliste du Celeste Art Prize, un concours organisé par l'université Goldsmith de Londres. Le recteur de l'université des arts de Londres, Michael Bichard, découvre le travail de Li Chevalier et devient un de ses premiers collectionneurs londoniens.
En 2008, Li Chevalier retourne en Chine. Le célèbre théoricien d'art chinois Peng Feng, vice-directeur du Centre de recherche esthétique de l'université de Pékin et directeur du Pavillon chinois à la 54e Biennale de Venise sollicite l'intégration de l'artiste dans la délégation chinoise pour la Biennale, mais en vain, du fait de sa nationalité française.

## Expositions majeures

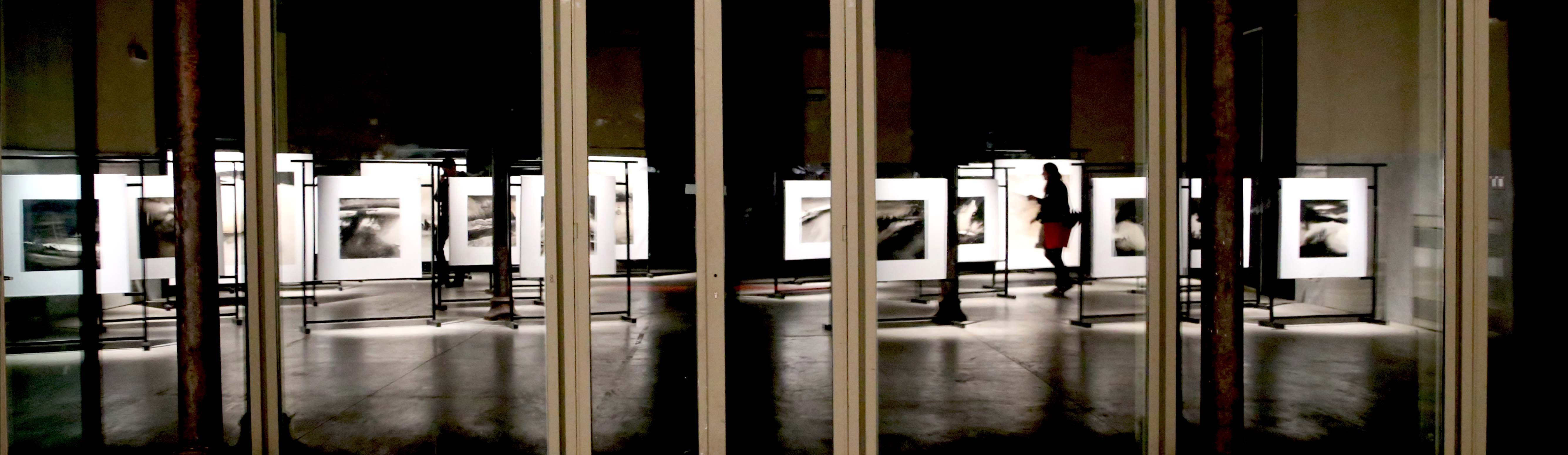
Monographie, Musée d'art contemporain de Rome (MACRO)

### Expositions monographiques
La dernière exposition monographique de l'artiste a eu lieu au Musée d'art contemporain de Rome (Macro Roma) en 2017.
En décembre 2004, le Virginia Commonwealth University's School of the Arts consacre une exposition monographique Silence voilé à Li Chevalier, présentant pour la première fois sa collection de peintures à l'encre expérimentale, devenues aujourd'hui le style signature de l'artiste. Une monographie de l'artiste a été présentée à la Byam Shaw School of Art du Central Saint Martins College of Art and Design à Londres en 2006.

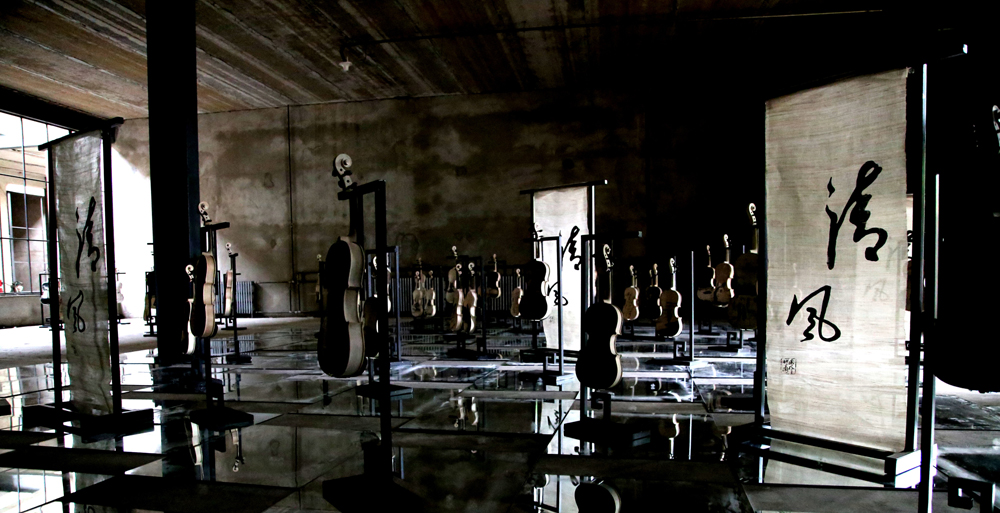
Cantabile per archi
Installation, Centre national des arts du spectacle de Chine - 2013

Depuis 2010, trois expositions rétrospectives de Li Chevalier ont été successivement présentées par le Musée d'art national de Chine (NAMOC) à Pékin (décembre 2010), le Today Art Museum à Pékin (mai 2010), et le Musée des Beaux-Arts de Chine de Shanghai (septembre 2011). Son travail fait partie de la collection permanente du Musée national des Beaux-Arts de Chine depuis 2010.
En 2014, sous le patronage du maire de Bordeaux Alain Juppé et du comité de célébration du 50e anniversaire des relations diplomatiques France Chine du ministère des Affaires étrangères, la Base sous-marine de Bordeaux a présenté L'Art du Croisement, une monographie de Li Chevalier. Les œuvres de l'artiste entrèrent par la suite dans la collection permanente de Institut Bernard Magrez.

### Expositions collectives
En 2007, Li Chevalier gagne le concours pour exposer son œuvre à la Royal Academy de Londres. Ses œuvres ont également figuré dans de nombreuses foires internationales d'art, telles que la Foire internationale d'art de Londres (2007), la Foire internationale d'art de Glasgow (2008), la Foire internationale d'art du Nord (2008), la Foire internationale d'art de Shanghai (2008), la Foire internationale de Pékin (2011), et la Galerie nationale Al Bida de Doha au Qatar (2003). En 2007 et 2011, elle figure parmi les représentants de la SNBA pour « Art en Capital » au Grand Palais (Paris).
Parmi ses autres événements artistiques on compte l'Exposition internationale de sculpture et l'installation Open à Venise, l'exposition Art pour la paix au siège de l'Unesco à Paris et des expositions au Musée des Beaux-Arts de Wuhan en Chine (2010), au Musée Jin Zhi Jian de Pékin (2010), au Musée Huan Tie Times Arts Museum de Xi An (2009), au Sunshine International Art Museum de Pékin (2010), à la Galerie d'art de l'université Columbia aux États-Unis, au Centre culturel coréen à Pékin, à la Galerie New Age à la Cité des arts de la 798 Art Zone à Pékin, à la galerie Astley en Suède, et enfin, à l'Académie des Beaux-Arts de Sain-Pétersbourg (2015).

À Paris, le salon de la Société nationale des Beaux-Arts dédie en décembre 2014 un espace spécial au Carrousel du Louvre à Li Chevalier pour son installation Les stèles de lumière, hommage à Victor Segalen.

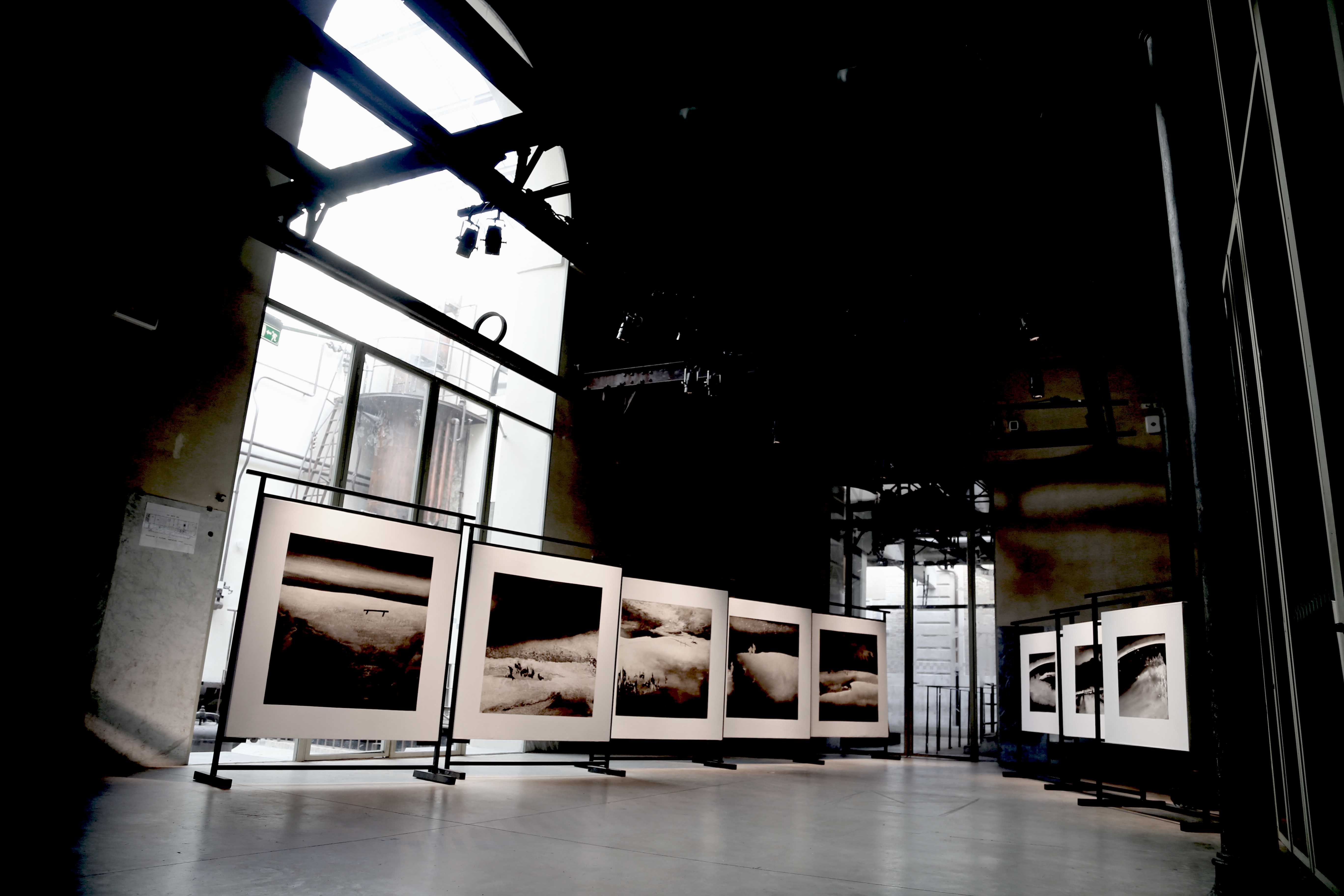
Monographie Li Chevalier
Musée d'art contemporain de Rome - 2017

En octobre 2015, elle expose des œuvres dans le cadre de l'exposition Vide et Plein, organisée par Maison Bleu Studio. Le critique de l'exposition, Gérard Xuriguera, dit de son travail qu' « Il y a là une sorte de mélancolie, une distance fallacieuse, mais principalement une vraie maîtrise. C'est essentiellement dans l'évocation que s'inscrivent ces images graves et secrètes qui renvoient à la nature, mais à une nature quintessenciée, qui n'appartient qu’à son auteur. Enfin, Li Chevalier n’a pas cédé à la tentation de tracer un pont entre Orient et Occident : elle a créé un monde, son monde.».

## Style artistique

### Peinture à l'encre sur toile
Encre et entre

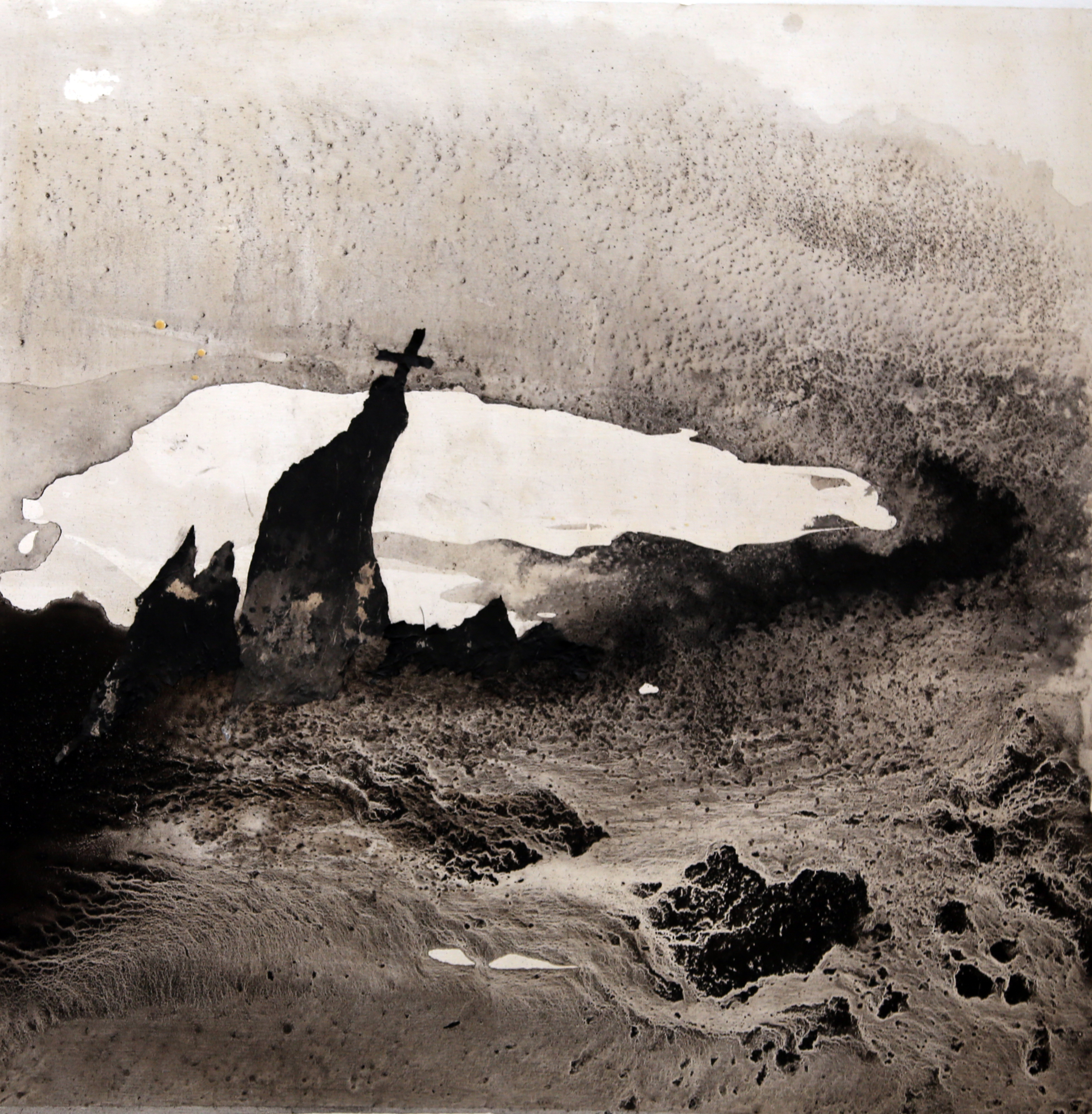
L'homme tridimensionnel, 150 cm × 150 cm - Œuvre exposée au Musée d'art contemporain de Rome

Dans un climat de globalisation culturelle intensifiée, la scène artistique chinoise se décline en deux tendances antagonistes : d’une part le durcissement d'une défense identitaire, et de l’autre, le virement radical vers un langage artistique dérivé de l’Occident : pop art américain et réalisme ou surréalisme d’essence européenne. Vivant entre l'Asie et l'Europe depuis trois décennies, Li Chevalier rejoint ceux qui naviguent sur une troisième voie. Elle a été formée aux deux pôles artistiques de l'Occident : en Italie, où le classicisme persiste et au Central Saint Martins à Londres, plutôt connu pour son avant-gardisme. Elle  s'aventure sur un terrain hybride et parle un langage de rencontres.
Voici ce que le sinologue François Jullien dit du travail de Li Chevalier dans l'article Encre et Entre  qu'il lui a consacré :  « "Encre", langage artistique singulier d'un Orient millénaire. "Entre", un aller-retour spatial entre deux rives, l'Orient et l'Occident, un dialogue temporel reliant passé au présent. Li Chevalier exploite la fluidité de l'encre - comparée à « l’empâtement » de la peinture à l'huile - et  l'ambiguïté des formes dans un langage semi-abstrait.  Elle cherche à renforcer le lyrisme de l'encre de Chine par une révolution du support et par le rajout de la  matière : Elle travaille sur toile, intégrant  des pigments, des éclats minéraux, du sable, du papier et de la calligraphie)9. Dans un entretien publié en mai 2023 dans la revue Art Critique, Li Chevalier décrit comment sa pratique de la peinture à l’encre, associée à l’usage de pigments minéraux, instaure un dialogue entre tradition chinoise et abstraction occidentale, contribuant à forger une signature artistique singulièrement franco-chinoise.Elle a également expérimenté la diversification des formats, allant du minuscule au monumental, du rectangle au carré. Enfin, sa manière d’aborder la scénographie permet à ses peintures d'envahir tout l’espace d'exposition, confinant à une véritable installation. »
Sur le plan symbolique, le paysage chez Li Chevalier, héritière de l'école de peinture des lettrés, est un prétexte pour exprimer son étonnement philosophique. Sans signe d'une appartenance religieuse évidente, l'artiste dépeint le Tori, portes installées devant les temples et qui démarquent le monde matériel et le monde de la méditation : un  banc solitaire adossé au vide ou perdu sur une île au sein de l'océan, une croix courbée par le vent. Les titres de ses œuvres accentuent les symboles : Vide de l'autre ; Solitude qui habite l'homme ; Au-delà de l'horizon et enfin Symphonie du destin. Cette dernière œuvre trône au salon de réception de l'Ambassade de France en Chine depuis 2011, c'est un paysage fuyant et des silhouettes qui semblent aspirées par l’horizon, la ligne de l’au-delà. La présence des formes dérivées des menhirs bretons ou corses nous renvoie à cette même fascination que Victor Segalen éprouva pour les stèles, ces pierres sculptées qui constellent la terre, qui s'érigent dans l'horizon comme un repère et relaient le cours du temps.
Beauté et idéal humaniste

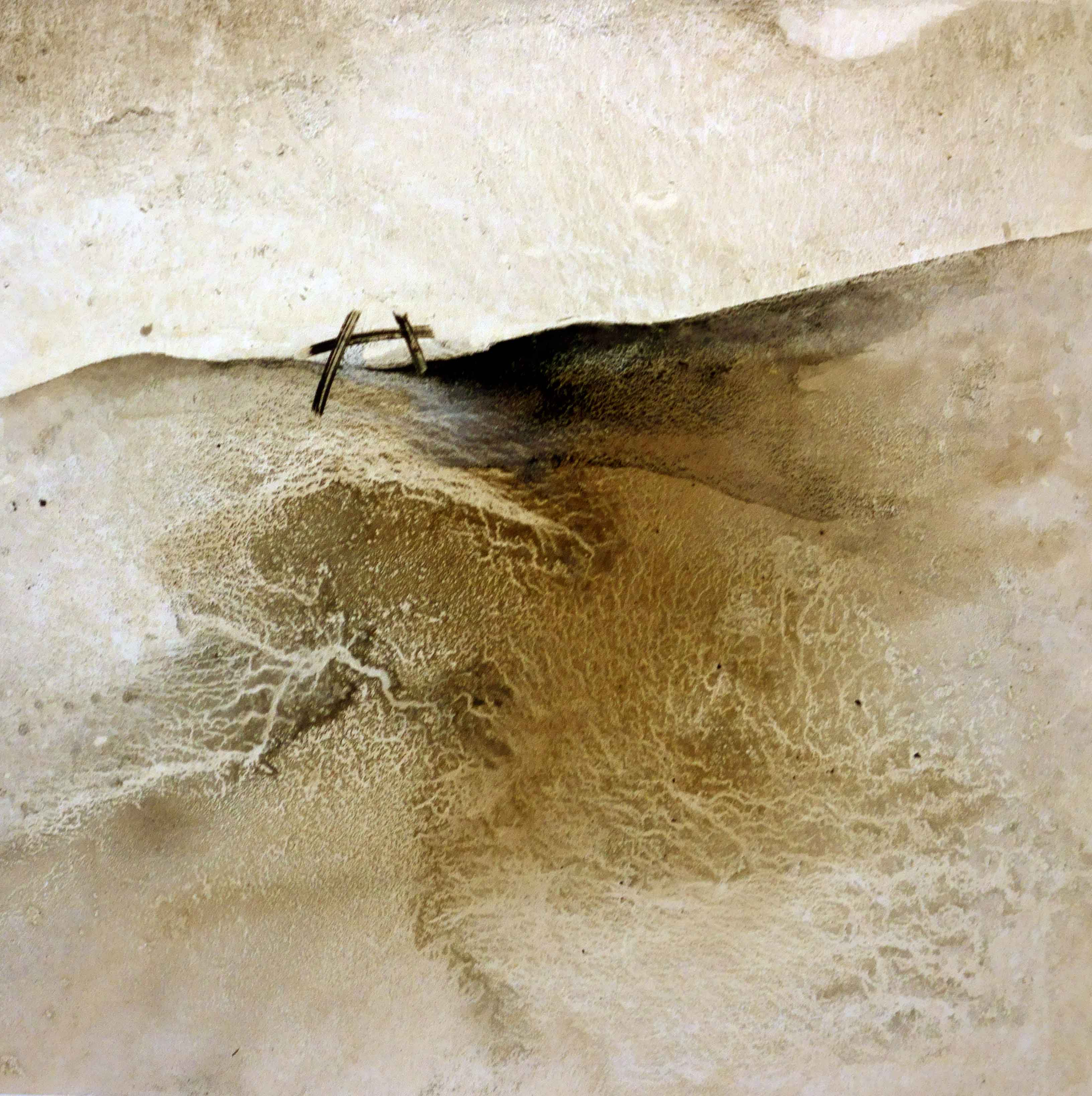
L'origine du monde ;150/150 cm; Techniques mixtes sur toile. Musée D'Art Contemporain de Rome

L'enfance de Li Chevalier frôle la folie humaine ambiante de la révolution culturelle où l'assaut contre la beauté déborde du domaine artistique et inonde chaque coin de la sphère privée des Chinois. En 1990, Li Chevalier a consacré son mémoire de DEA en philosophie politique à L'homme écran- l'incontournable morale politique au collège philosophique de la Sorbonne. En 2007, Li Chevalier remet son mémoire de 3° cycle d'études de Beaux-Arts sur L'art et la beauté au Central Saint Martins College of Arts and Design de Londres, une institution connue pour son avant-gardisme et où la transgression esthétique est un courant dominant. A la recherche de la  beauté perdue fut le titre de ses deux toiles présentées à l'exposition de fin d’études. Dans ses diverses conférences à l'Institut Culturel Bernard Magrez en mars 2015 puis à Science Po à Paris et au Havre en mars 2016, Li Chevalier a déclaré à plusieurs reprises sa conviction que les plus forts sentiments d'exaltation sont nés dans le prisme de l'émotion esthétique des œuvres. De surcroît, l'émotion esthétique ne se réalise pas sans un profond attachement à la valeur de la vie.
L'artiste récite inlassablement ce passage des Cing méditations de François Cheng, la plus belle synthèse selon elle de la beauté et de l'idéal humaniste qui l'anime et dont le rejet ambiant l’a profondément marquée.
«Nous pourrions imaginer un univers qui ne serait que vrai, sans que la moindre idée de beauté ne vienne l’effleurer… Nous aurions affaire à un ordre de “robots” et non à celui de la vie. De fait, le camp de concentration du XXe siècle nous en a fourni une image terrible….»
En 2014, Li Chevalier s'associe au critique d'art chinois Peng Feng, à Pan Gaong Kai Directeur de l'Académie centrale des Beaux-Arts de Chine et à Luc Ferry, philosophe français, pour une conférence-dialogue en Chine portant sur La naissance de l'esthétique moderne et la question du critère du beau.

### Installations et scénographie
Les expositions et installations de Li Chevalier se distinguent par leur conception scénographique, et leur composition spatiale spécifique qui incorporent une certaine dimension théâtrale. L'accent est mis sur l'utilisation de la lumière, de l'environnement, du son, mais aussi sur la participation des visiteurs en personne à l'événement, tout cela contribuant à une expérience sensorielle qui unit les spectateurs et les œuvres.
Cantabile per archi

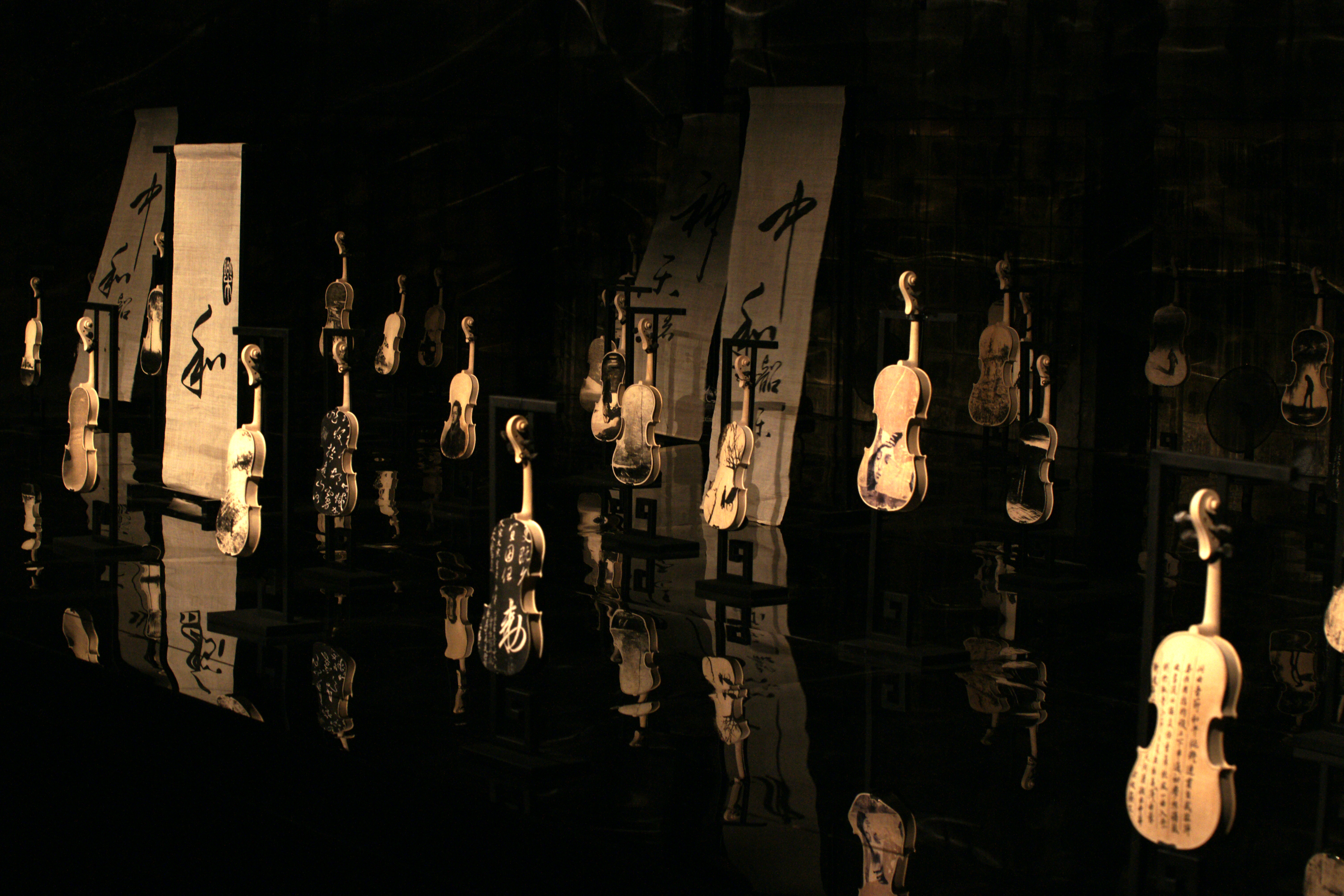
Cantabile per archi
Installation, Base Sous-Marine Bordeaux - 2014

Cantabile per archi est une installation monumentale composée d'une « forêt » d'instruments à cordes. Ces violons, altos, violoncelles, "made in China", à l’état brut, sont ornés par des touches d'encre et de calligraphie. L'installation a été conçue d'après une œuvre symphonique du compositeur letton Peteris Vasks, Cantabilé pour archi, qui évoque pour Li Chevalier la vision d’une forêt d'instruments « archi » dans la vaste nature, aux déchirants cris de désespoir, vecteurs d’une tragique dichotomie entre l’idéal humaniste du compositeur et la réalité dévastatrice des drames historiques qui ont frappé son peuple. Par cette installation, Li Chevalier crée une résonance, des ombres nées des épreuves subies par deux pays si lointains mais aux destins d'une étrange ressemblance. Une sorte de trait d'union entre deux esprits, entre deux formes d'art.

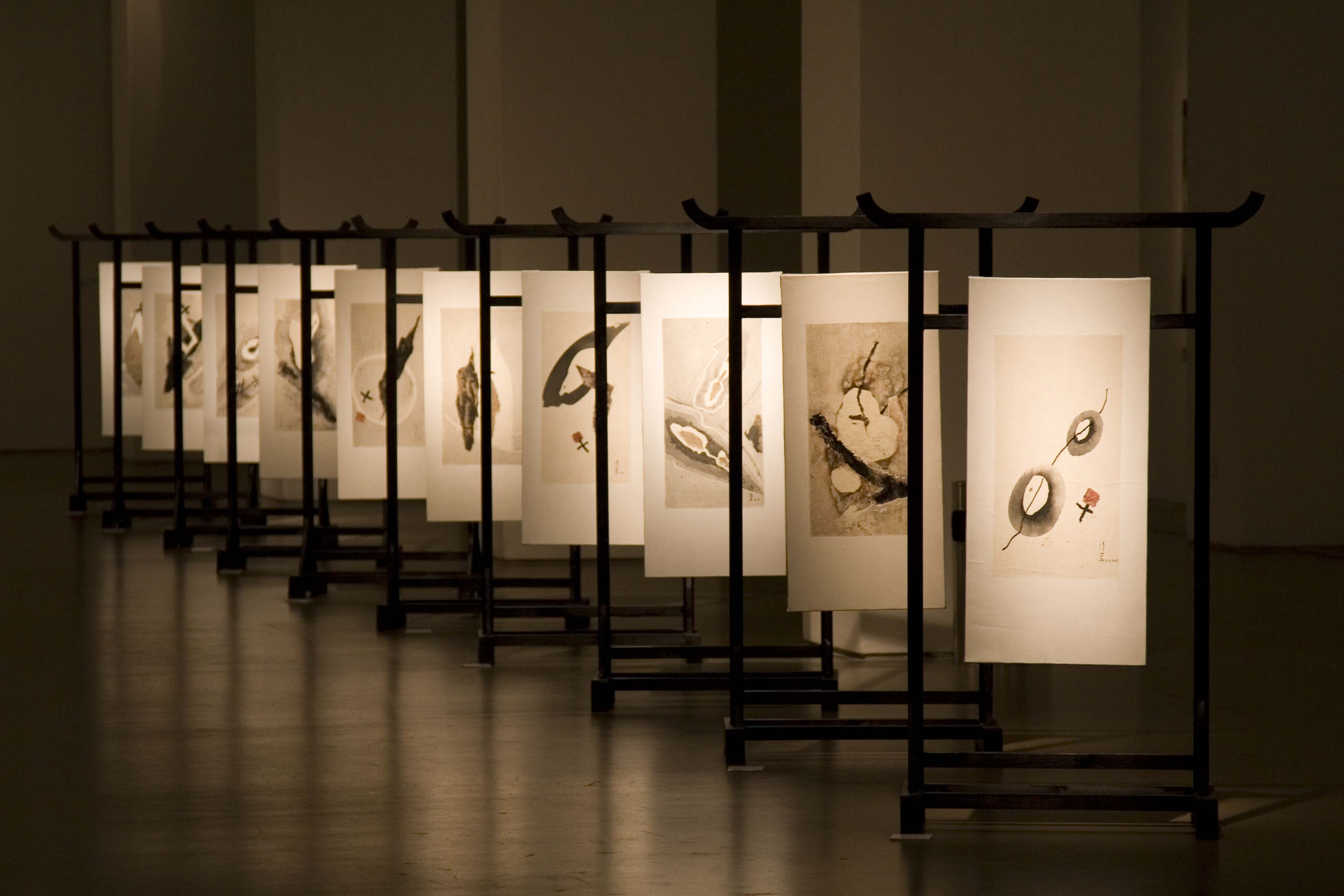
Monographie Li Chevalier
Today Art Museum de Pékin - 2010

Cette installation a été créée le  3 juillet 2013 dans le cadre du Croisement et au Centre national des arts du spectacle de Chine (NCPA), un lieu symbolique, œuvre de l'architecte français Paul Andreu. Ce fut un prélude au premier concert en Chine de Philippe Jordan, chef de l'Opéra national de Paris ; Li Chevalier s’approprie le Centre national des arts et du spectacle de Pékin avec sa forêt de violons composée de centaines d’instruments à cordes, violons, altos, violoncelles, sous toutes leurs formes, à l’état brut ou fini, ornés d'encre et de calligraphies, reliant ainsi avec sa Symphonie visuelle l'art et la musique. Fréderic Laroque, super soliste de l'Opéra de Paris, improvise au milieu de cette installation avant d'exécuter un concerto pour violon, accompagné par l'Orchestre Symphonique National de Chine sous la direction de Philippe Jordan.
Cette installation a été aussi présentée dans le cadre de la célébration du 50e anniversaire des relations France-Chine à la Base sous-marine de Bordeaux, accompagnée par un concert du Quatuor de l'Opéra de Paris. Elle a  été recréé en 2017 au Musée d'art contemporain de Rome (Macro Roma) sous forme d'installation multimédia augmentée d'une synchronisation de son et de lumière accompagnée d'une projection vidéo.
Entre musique et art visuel

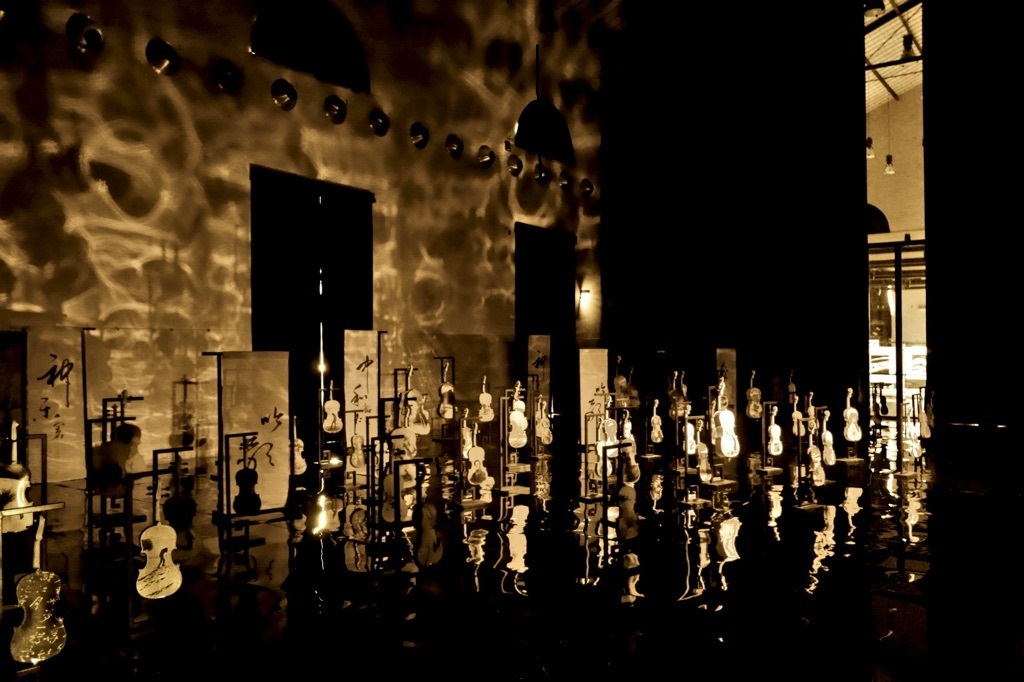
Monographie Li Chevalier
Installation, Musée D'Art Contemporain de Rome- 2017

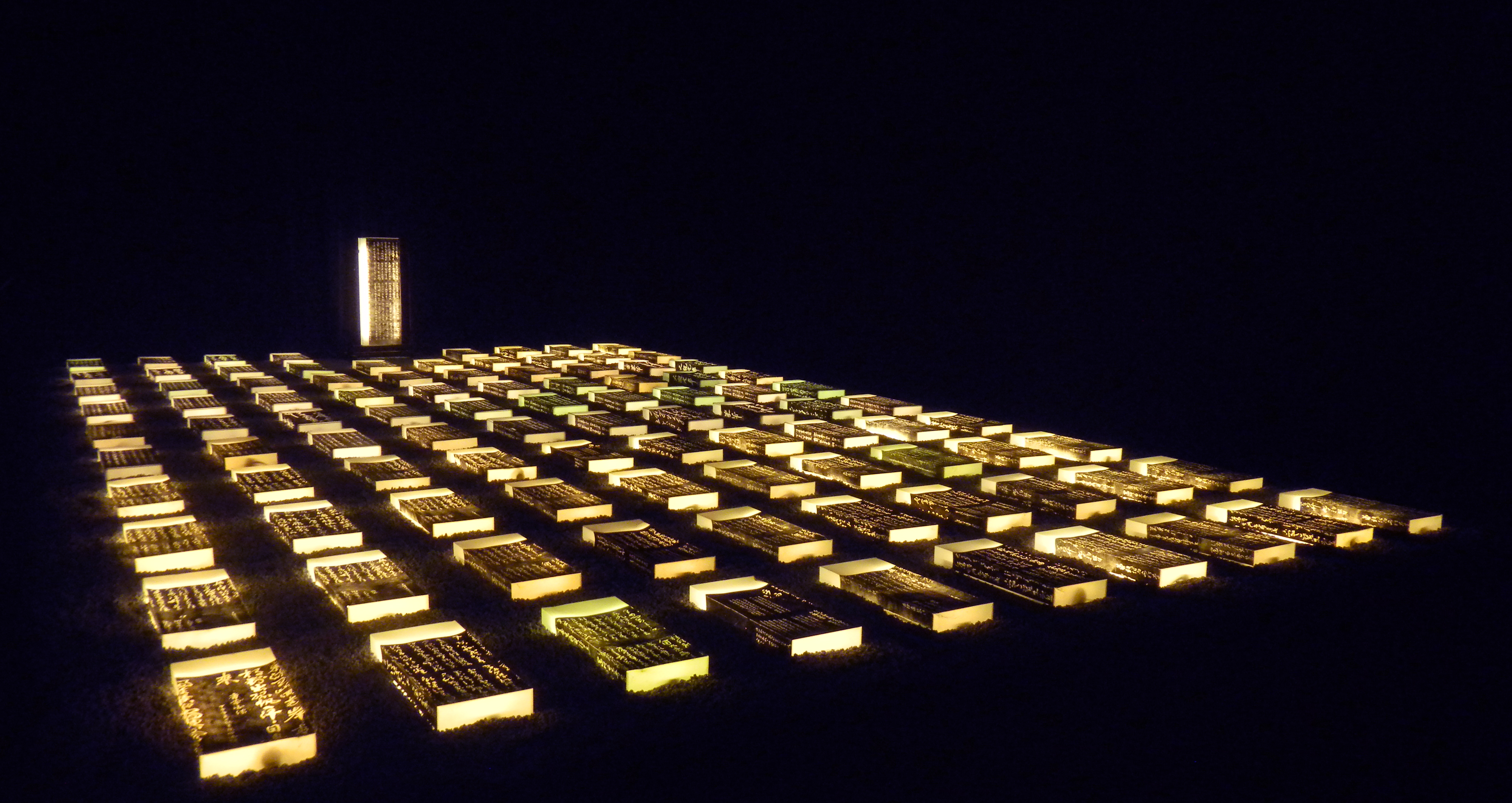
Les stèles de lumière
Installation, Base sous-marine de Bordeaux - 2014

L'enfance de Li Chevalier a baigné dans l'éducation artistique. Cela l'a tout d'abord conduite à s'investir dans le domaine de la musique. À l'âge de 15 ans, elle a été choisie par la troupe d'opéra de l'armée chinoise pour être formée au chant. La musique reste sa passion à côté de sa pratique professionnelle en tant que plasticienne. Elle a été soprano dans le chœur de l'Orchestre de Paris sous la direction d'Arthur Oldham et Semyon Bychkov et s'est produite dans de nombreux concerts sous la direction du chef d'orchestre français Hugues Reiner.
Elle a collaboré avec les musiciens de l'Opéra de Paris depuis 1991, mis en scène deux concerts en association avec le violon super soliste de l'Opéra de Paris Frédéric Laroque, l'ancien Orchestre Symphonique de Radiodiffusion de Chine  et l'Orchestre Symphonique de Cinéma et de Radiodiffusion de Chine. Une exposition solo de Li Chevalier en décembre 2004, intitulée Peindre la musique sous le patronage de la Fondation du Qatar a été associée à une performance du Quatuor à cordes de l'Opéra de Paris. En 2010, son exposition solo Symphonie Visuelle a été organisée par l'Alliance Française de Pékin et rend hommage au compositeur letton Pēteris Vasks. Le Quatuor de l'Opéra de Paris s'est produit au vernissage de l'exposition de Li Chevalier en juillet 2014 à la Base sous-marine de Bordeaux lors de son exposition L'art du croisement.
La musique est l'un des thèmes récurrents dans ses œuvres. Sa peinture intitulée J'Entends l'Eau Rêver exposée à l'Académie royale d'art de Londres en 2007, est un hommage au compositeur japonais Takemitsu. Le tableau Symphony of Destiny (collection de l'Ambassade de France en Chine) est un hommage à Beethoven. Parmi les autres œuvres musicales qui ont inspiré Li Chevalier on peut citer : Le Sacre du Printemps d'Igor Stravinsky (collection privée aux États-Unis), La Nuit transfigurée d'Arnold Schönberg (titre allemand original Verklärte Nacht) et Les Inventions à deux voix de Bach. En 2011, son installation exposée au musée des beaux-arts de Shanghai a été fortement inspirée par le concerto pour violon Black, white and in between du compositeur flamand Dirk Brossé.
Stèle de Lumière

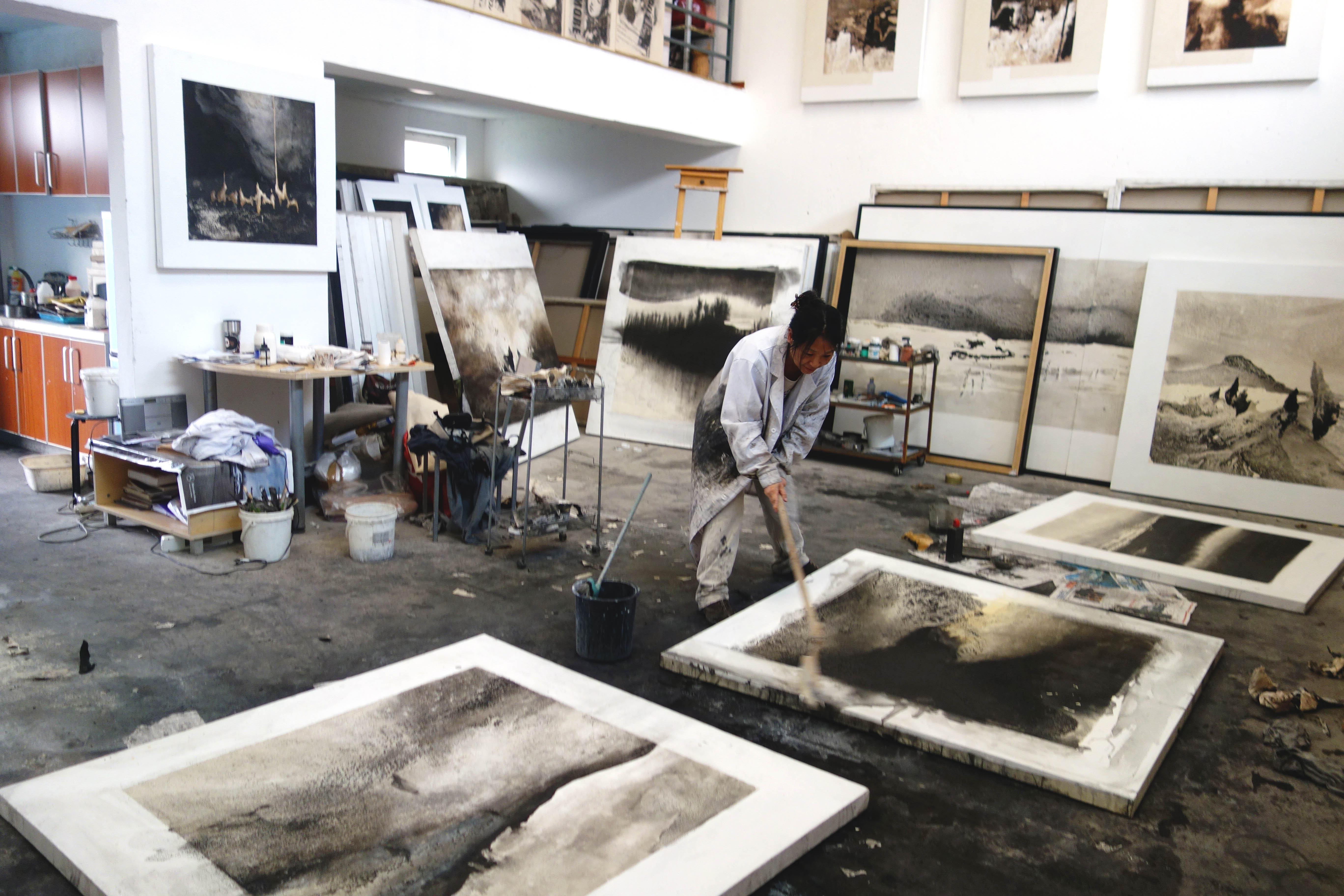
Li Chevalier dans son atelier de Pékin- 2016

 À l'occasion de la célébration du 100e anniversaire de la publication de Stèles de Victor Segalen, l'Institut Français de Pékin a présenté Les Stèles de Lumière de Li Chevalier à la Bibliothèque Nationale de Chine. Cette installation était composée de quatre-vingt une stèles sous forme de caissons lumineux marouflés de lithographies de stèles gravées de calligraphie de différents siècles. Ces stèles de pierre sont conservées au Musée de la Forêt des Stèles de Xi’An. Le chiffre 81 a été choisi par Segalen pour le tirage de l’édition originale de son livre. Il correspond au nombre des dalles du dernier cercle de la troisième terrasse de l’autel du Temple du Ciel à Pékin. Encollées sur support métallique et éclairées de l’intérieur, ces stèles de poèmes, tout comme les stèles de pierre à l'entrée des temples ou celles qui se dressent perdues dans les paysages de Chine, avec leur éloge à un grand homme ou à la mémoire d'un poète, mettent en lumière l'empreinte d'un passage, l'ombre d'une âme disparue.
Pour l'artiste, ces stèles porteuses d'une trace, d'une civilisation, d'un art, sont témoins non pas de l'impermanence de la vie mais du profond désir humain pour l'éternité. Cela constitue également un thème familier dans les travaux de peinture de l'artiste, par l'utilisation fréquente des collages de lithographie de stèles chinoises et d’ombres-figures qui évoquent aux amoureux des terres celtiques les menhirs bretons.

## Principales œuvres
- 2007 : La Voix du silence, Encre expérimentale sur toile, 137 cm × 137 cm, collection privée au Royaume-Uni, œuvre exposée à l'Académie royale de Londres.
- 2008 : La tolérance du vide, 150 cm × 150 cm, œuvre exposée au Grand Palais en 2008, collection privée.
- 2010 : L'attente, Encre expérimental sur toile, 350 cm × 195 cm, Collection Musée national des Beaux-Arts de Chine.
- 2011 : Symphonie du destin, Encre expérimentale sur toile, 350 cm × 195 cm, Collection Ambassade de France en Chine.
- 2011 : L'origine, Encre expérimentale sur toile, 180 cm × 180 cm, Collection de l'Ambassade de France en Chine.
- 2012 : Montagne éternelle, Encre expérimentale sur toile, 350 cm × 195 cm, Collection Opéra National de Chine.
- 2013 : Cantabile per archi, Installation, Collection permanente de l'Opéra national de Chine.
- 2013 : Absence, Encre expérimentale sur toile, 300 cm × 150 cm, Collection Institut Beranard Magrez.
- 2013 : La volonté de puissance, Encre expérimentale sur toile, 150 cm × 150 cm, Collection Institut Bernard Magrez
- 2013 : Interrogation, Encre expérimentale sur toile, 180 cm × 180 cm, Collection Institut Bernard Magrez